# ABHD12
Az α/β-hidrolázdomént tartalmazó 12 (ABHD12) az ABHD12 által kódolt, az endokannabinoid neurotranszmitter 2-arachidonilglicerint a központi idegrendszerben bontó szerinhidroláz. Az agyi 2-AG-hidrolízis 9%-áért felel. Az ABHD12 és két másik enzim, a monoglicerid-lipáz (MAGL) és az ABHD6 összesen a 2-AG-hidrolízis 99%-át végzik az agyban. Az ABHD12 továbbá a lizofoszfatidilszerin (LPS) anyagcseréjében is részt vevő lizofoszfolipáz.

## Szerkezete
Az ABHD12 mintegy 45 kDa-os integrált membrán-glikoprotein, aktív helye a sejten kívüli tér felé mutat.
Nem ismert az ABHD12 kristályszerkezete.

## Funkció
Az ABHD12 immun- és neurológiai folyamatokat szabályzó lizofoszfatidilszerin- (lysoPS) lipáz, az endokannabinoid 2-arachidonilglicerint (2-AG) monoglicerid-lipázként bontja. Az endokannabinoidok számos fiziológiai folyamattal összefüggnek. Az ABHD12 a 2-AG-re hat, ennek hidrolízisének mintegy 9%-át végzi az agyban. A MAGL, az ABHD6 és az ABHD12 összesen a 2-AG-hidrolízis 99%-áért felel, de hat ezenkívül az 1(3)-AG izomerre is. Az ABHD12 aktív helyének sejten kívüli oldala és annak hatása alapján több izomer szubsztrátra az ABHD12 feltehetően a sejten kívüli 2-AG-CB2R-jelzőútra hat a gliasejtekben és a perifériás 2-AG-jelzésben, de ez nem megerősített.
Az ABHD12 nagy mennyiségben íródik át az agyban, ezen belül a gliában, de perifériás sejttípusokban, például makrofágokban és oszteoklasztokban is azonosították. Egérmodellek alapján az ABHD12 fontos szerepe az agyi LPS-utak szabályzásában.

## Klinikai jelentősége
Mutations that compromise the catalytic activity of ABHD12 have been causally linked to the rare neurodegenerative disease PHARC (polyneuropathy, hearing loss, ataxia, retinitis pigmentosa, cataracts) and a small proportion of retinitis pigmentosa.

## Története
Az ABHD12-t először az autoszomális recesszív retinitis pigmentosa genetikai profiljában fedezték fel 1995-ben. 2010-ben ok-okozati összefüggést találtak az ABHD-12-mutációk és a PHARC közt.

## Mutációk
Az ABHD12-mutációk összefüggnek a ritka PHARC-kal és a retinitis pigmentosával. A nullmutációk PHARC-ot okoznak, más mutációk több fenotípust okoznak a nem szindrómás retinopátiától a PHARC-ig.
2017-ig legalább 27 emberben azonosítottak PHARC-ot 15 funkcióvesztéses ABHD12-variánssal, ebből 4 nonszenz, 4 misszenz, 4 kereteltolódásos, 1 splicinghely-mutáció. Az ABHD12 misszenz mutációit kimutatták retinitis pigmentosa és több, a PHARC-tól a nem szindrómás retinopátiáig terjedő fenoípus esetén is.
In vitro az ABHD12 aktivitása megszüntethető a Ser246, az Asp333 vagy a His372 mutációjával, ezek alkotják a hidrolázdomén katalitikus triászát.

## Inhibitorai
Az ABHD12-nek ismertek inhibitorai. Az orlisztat (tetrahidrolipsztatin; THL) és a metil-arachidonil-fluorfoszfonát (MAFP) „univerzális lipáz/szerinhidroláz-inhibitorok” (nem szelektív inhibitorok) gátolják az ABHD12-t. Szelektív reverzibilis inhibitorok is ismertek, ilyen például a betulinsav, a maszlinsav, az oleanolsav és az urzolsav.

## Modellek
Az α/β-hidrolázdomén, melynek része a lipázmotívum és a katalitikus triász, állandó az egér- és a humán ABHD12-ben.
A PHARC-ban érintettek ABHD12-mutációi alapján az ABHD12-knockout humán modelljeiként vizsgáltak PHARC-sejtvonalakat.
Az egérknockout (ABHD12 -/-) modellekben cerebellaris gliosis, motoros és halláskárosodás, emelkedett neuroinflammatio jelentkezik, ezek a korral előrehaladnak. Ezek PHARC-szerű fenotípusok a humán PHARC egérmodelljében, azonban az egérmodellben nem jelentkeznek szem- vagy mielinációs hibák, sem a PHARC-ra jellemző korai megjelenés. Az ABHD -/- egérmodellben több a hosszú láncú LPS, így feltehetően az LPS-jelzés hozzájárul a PHARC-szerű tünetekhez.
Egy zebradánió knockdown (+/-) modell is ismert szemhibákkal, például mikroftalmiával, homályos szemlencsével és sérült retinaszerkezettel.

## Kölcsönhatások
Az ABHD12-knockout egerekben emelkedett LPS-mennyiség alapján az LPS in vivo ABHD12-szubsztrát. Az emelkedett LPS-termelés az ABHD12-null sejtekben csökkenthető ABHD16A-inhibitorral.
In vitro tanulmányok a monogliceridek hosszú lipidláncainak hidrolízisét mutatták ki. Az ABHD szubsztrátjai hasonló enzimatikus sebességgel lehetnek 1(3)-AG és 2-AG.
Az ABHD12 összefügg az AMPA-típusú glutamátreceptorokkal patkányagyban.

## Fordítás
Ez a szócikk részben vagy egészben  az   ABHD12 című angol Wikipédia-szócikk ezen változatának fordításán alapul.  Az eredeti cikk szerkesztőit annak laptörténete sorolja fel. Ez a jelzés csupán a megfogalmazás eredetét és a szerzői jogokat jelzi, nem szolgál a cikkben szereplő információk forrásmegjelöléseként.